# بجاية
بِجَايَة (بالقبائلية: بڨايت ، ⴱⴳⴰⵢⵝ) مدينة جزائرية تقع على ساحل البحر الأبيض المتوسط. تزدهر فيها الخدمات السياحية، ويوجد بالمدينة عدة اماكن تاريخية مثل قصبة مدينة بجاية. وهي مدينة تجارية وصناعية تزدهر فيها الحرف التقليدية إلى جانب الصناعات الحديثة التي أهمها البتروكيماويات والمستحضرات الكيماوية كالأدوية والمنظفات والمبيدات.[بحاجة لمصدر]
بجاية مدينة عريقة تاريخية جزائرية أسسها الناصر بن علناس بن حماد الصنهاجي من ملوك بني حماد بالجزائر في النصف الثاني من القرن الخامس الهجري، لذا تسمى أيضا الناصرية نسبة إليه. عرفت المدينة أيضًا باسم صالداي وبوجي، وهي التي بنى فيها الناصر قصر اللؤلؤة.[بحاجة لمصدر]

## الجغرافيا

### التسمية
بجاية هي التسمية المعرّبة المشتقة من البربرية (باللهجة القبايلي) بجايت، خصوصا عند النسخ الصوتي ǧ لdj (ج). هذا الاسم البربري - الذي كان في الأصل تابغايت، ولكن حرفه الأول التاء الذي يشير إلى الجنس المؤنث قد سقط و أهمل مع الوقت - سيأتي من الكلمات تابجا، تابجايت، والتي تعني "العوسج والتوت البري".[بحاجة لمصدر]
وبالتالي فإن اسم بجاية سيكون له في الأصل نفس الجذر البربري كأسماء مدن أخرى في المغرب العربي، مثل دقة (دقة) وبجا (باجة) في تونس أو قصر بغاي (بغاي) في الأوراس.
في اللغات الرومانية في العصور الوسطى، بوغايا (من العربية بوغايا؛ في الإسبانية بوجيا وفي الإيطالية بوجيا) هو الاسم الذي يطلق على المدينة التي زودت كمية كبيرة من شمع العسل لصناعة الشموع. سيكون بوجي ''Bougie'' هو التسمية الفرنسية لهذا النسخ للاسم العربي. وتدريجياً اعتمد تسمية الشمع الذي تم استيراده في العصور الوسطى لصناعة الشموع في أوروبا؛ ولذلك يشار إليهم عادة في الفرنسية بكلمة "بوجي". وسميت أيضا صالدى[بحاجة لمصدر] والناصرية.

### الموقع

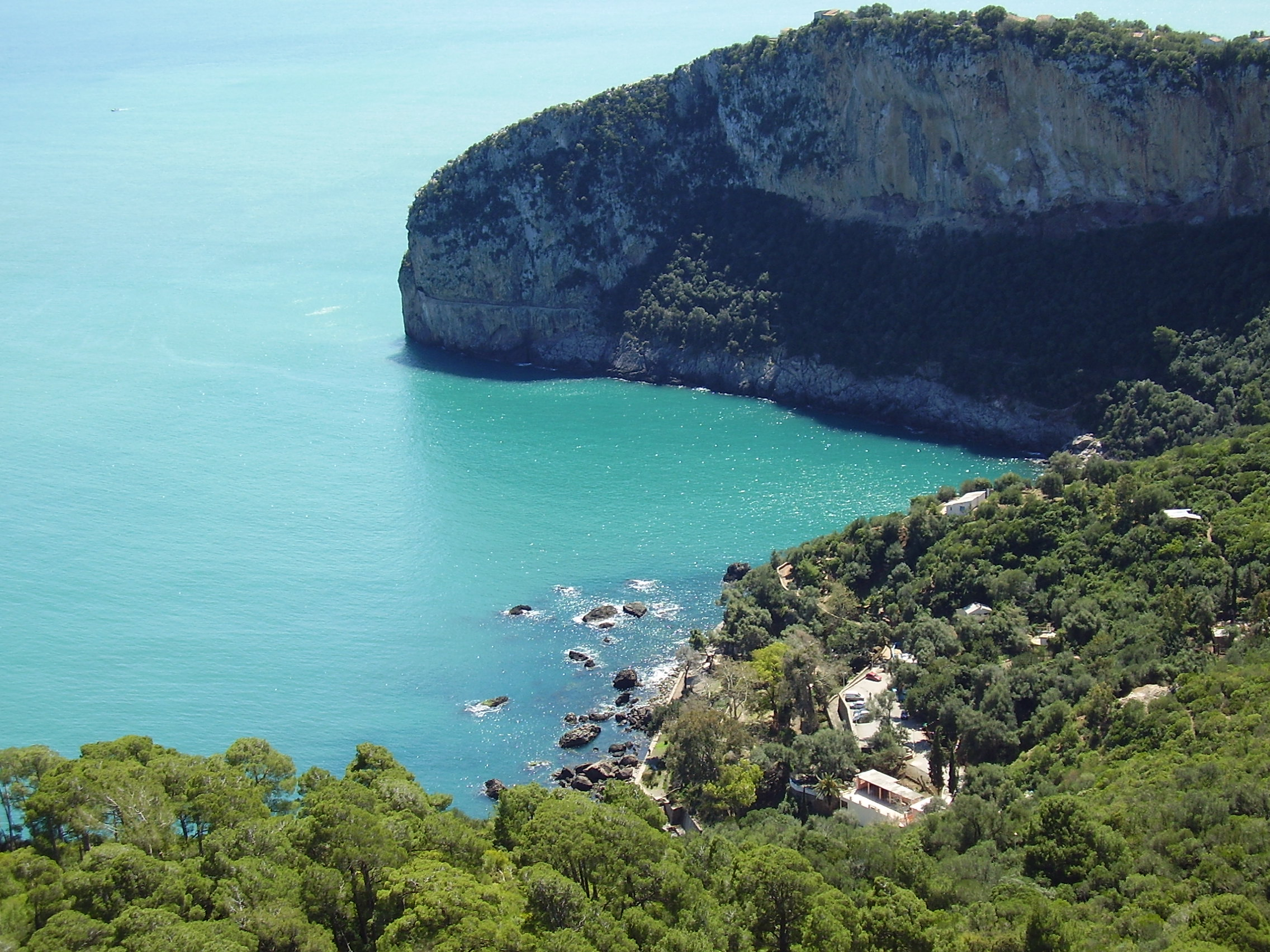
زرقة مياه شواطئ بجاية أمام رأس كربون

وهي تقع في خليج منجلي محمي من هبوب الرياح البحرية (الشمالية الغربية) بتقدم كاب كربون (غرب المدينة). المدينة مدعومة بجبل غورايا الواقع شمال غربي البلاد.
خليج المدينة يعد ملاذا للسفن وقوارب الصيد التي لديها عدد قليل من مناطق رسو في ساحل البحر الأبيض المتوسط. ولهذه الأسباب الفينيقيين قد اختار هذا المكان وجعلها واحدة من مستعمراتها العديدة، وكما الفنيقيين اختار ناصر بن حماد (بني حماد) بجاية لبناء عاصمة دولته.[بحاجة لمصدر]
| *                 | *        | توجة          |
| *                 | إسم ؟    | توجة          |
| بوخليفة تالة حمزة | وادي غير | توجة وادي غير |

## تاريخها
بجاية اسم خالد في تاريخ المغرب الكبير بشكل عام، والجزائر بشكل خاص، أقام فيها الفينيقيون والرومان والوندال والبيزنطيون خلال عصور غائرة في أعماق الماضي، وعرفها المسلمون حين أصبحت عاصمة للدولة الحمادية، إحدى كبريات الدول الإسلامية المؤثرة التي سادت الشمال الأفريقي فترة من الزمن.[بحاجة لمصدر]
فقد تمتعت «بجاية» في ظل الحماديين بسمعة وشهرة واسعة، استمدتها من معاهدها الثقافية المتعددة، وتجارتها الرائجة على الشاطئ الأفريقي، واستقبالها الفارين من محاكم التفتيش بالأندلس، كما اشتهرت بعد ذلك بقوتها البحرية التي دافعت بها عن شواطئ المغرب العربي كله، فساهمت من ثم في الحفاظ على الحضارية والهوية الإسلامية للمنطقة. وكان لعهود الازدهار الثقافي والانتعاش الفكري الذي شهدته (بجاية) لقرون عديدة أثر بالغ في أن تصبح قبلة العلماء وطالبي المعرفة، فخرَّجت العلماء، وأنجبت المفكرين والمبدعين رجالًا ونساء، ولم تفقد تلك الشهرة وذلك الدور إلا حين امتدت إليها أيدي المستعمرين فخربتها، ودمرت ماضيها الزاهر.[بحاجة لمصدر]

### قلعة بني حماد
مدينة بجاية هي ثاني عاصمة لدولة بني حماد، أما عاصمتهم الأولى فقد كانت مدينة القلعة المشهورة بـ «قلعة بني حماد» التي اختطها الأمير حماد بن زيري بن مناد بن بلكين، في حدود عام 398هـ / 1007 - 1008م، ليعلن منها تأسيس الدولة الحمادية دولة مستقلة عن دولة بني زيري التي كان على إمارتها في ذلك الوقت باديس بن أبي المنصور بن زيري، وهو ابن أخي حماد.[بحاجة لمصدر]
وتتميز قلعة بني حماد التي تقع في الحدود الشمالية لسهول «الحضنة» بموقعها الاستراتيجي الهام، فهي من الشمال محمية بجبل تاقرست الذي يبلغ ارتفاعه (1418 مترًا) ومن الغرب بجبل قرين (1190 مترًا) ويحيط بها من الشرق وادٍ، بشكل مضائقه سورًا طبيعيًا للمدنية، أما من جهة الجنوب فإن الطريق الوحيدة المؤدية إلى القلعة عبارة عن ثنية ملتوية تتبع «وادي فرج» ولذلك كان ابن الأثير دقيقًا حين وصفها بأنها، أحسن القلاع وأعلاها، ولا ترام على رأس جبل شاهق، لا يكاد الطرف يحققها لعلوها.
وتحدث ابن خلدون في تاريخه عن مراحل تطورها، فأشار إلى أن حمادًا أتم بناءها وتمصيرها على رأس المائة الرابعة، وشيد بنياتها وأسوارها، واستكثر فيها من المساجد والفنادق، وأن الناصر بن علنّاس بني المباني العجيبة المؤنقة، وأن المنصور بني فيها قصر الملك والمنار الكوكب وقصر السلام.
وذكر صاحب كتاب الاستبصار أن بني حماد لهم بالقلعة مبان عظيمة، وقصور منيعة متقنة البناء عالية السناء. واشتهرت القلعة بالفلاحة، وتربية المواشي والصناعة والنشاط التجاري، ووصف الإدريسي الجغرافي أهلها بأنهم أبد الدهر شباع، وذلك لغناها بالحبوب، وقد لخص ابن خلدون ما اشتهرت به القلعة في كلمات موجزات فقال: «استبحرت في العمارة، واتسعت بالتمدن، ورحل إليها من الثغور القاصية والبلد البعيد طلاب العلوم، وأرباب الصنائع؛ لنفاق أسواق المعارف والحرف والصنائع بها».

## تأسيسها
ظلت قلعة بني حماد عاصمة ل الدولة الحمادية منذ عهد مؤسسها حماد الذي توفي سنة 419هـ وحتى عهد الناصر بن علناس بن حماد، مرورًا بعهود القائد بن حماد المتوفي سنة 446هـ ومحسن بن القائد، الذي لم يستمر بالإمارة أكثر من تسعة أشهر، وعهد بلكين بن محمد بن حماد، والذي يمكن اعتباره عهدًا انتقاليًا بين عهدي «محسن» و«الناصر»؛ وذلك لما اكتنفه من أحداث داخلية، إلا أن الناصر كره الإقامة في القلعة بالرغم من أنها أصبحت في عهده عاصمة دولة قوية، تشتمل على ست ولايات هي: مليانة، وحمزة (البويرة حاليًا) ونقاوس، وقسنطينة، والجزائر، ومرسى الدجاج، وأشير.. فأسس بجاية، وانتقل إليها في عام 461هـ.
وفي معجم البلدان كتب ياقوت الحموي، يصف بجاية وسبب اختطاطها وما انطوي عليه من أحداث:
| بجاية | مدينة على ساحل البحر بين أفريقية والمغرب كان أول من اختطها الناصر بن علناس بن حماد بن زيري في حدود عام 457هـ بينها وبين جزيرة مزغناي (الجزائر العاصمة حاليًا) أربعة أيام كانت قديمًا ميناء فقط، ثم بنيت المدينة من لحف جبل شاهق، وفي قبلتها جبال كانت قاعدة ملك بني حماد وتمسى» الناصرية«أيضًا باسم بانيها، وهي مفتقرة إلى جميع البلاد، لا يخصها من المنافع شيء إنما هي دار مملكة، تركب منها السفن وتسافر إلى جميع الجهات وبينها وبين»ميلة ثلاثة أيام | بجاية |

وكان السبب في اختطاطها أن تميم بن المعز بن باديس، صاحب أفريقية أنفذ إلى ابن عمه «الناصر بن علناس» «محمد بن البعبع» رسولًا لإصلاح حال كانت بينهما فاسدة، فمر ابن البعبع بموضع بجاية وفيه أبيات من البربر قليلة، فتأملها حق التأمل وأشار عليه (أي على الناصر) ببناء «بجاية» وأراه المصلحة في ذلك، والفائدة التي تحصل له من الصناعة بها، وكيد العدو.[بحاجة لمصدر]
فأمر من وقته بوضع الأساس وبناها بعسكره، ولما توفي الناصر سنة 481هـ واصل خلفه ما كان عليه من اهتمام بعمران المدينة، ولا سيما ابنه المنصور الذي خلفه في الإمارة، وكان معروفًا بولعه بالبناء، فأسس جامع بجاية وجدد قصورها، وتأنق في اختطاط المباني، وتشييد القصور وإجراء المياه في الرياض والبساتين.[بحاجة لمصدر]

## تاريخها السياسي

### في حركة الموحدين
لا تكاد تجد حقبة هامة في تاريخ المغرب الكبير إلا وبجاية تشكل محور أحداثها، فدولة الموحدين التي يمكن اعتبارها مرحلة حاسمة في تاريخ الأمة الإسلامية في جناحها الأفريقي انبثقت نواتها الأولى في بجاية، أو قريبًا منها، ذلك أن عبد المؤمن بن علي الكومي التقى المهدي ابن تومرت المصمودي في مسجد ملالة الذي يبعد نحو ستة أميال عن بجاية، وقررا الإطاحة بالدولة الزيرية في تونس، والدولة الحمادية في الجزائر، والدولة المرابطية في المغرب، فقد شاخت، وهزمت جميعها، ودب فيها الفساد والانحلال، حتى قال عنها ابن خلدون: «استرجلت فيها النساء، وتأنث فيها الرجال، وانقلبت المفاهيم، وانعكست الآية ..»، ومن ربوع بجاية انطلقت دولة الموحدين تقوِّم الاعوجاج، وتعيد الأمور إلى نصابها، وتوحد المسلمين في الشمال الأفريقي والأندلس.[بحاجة لمصدر]

### تأسيس الدولة العثمانية بالجزائر
دخل العثمانيون الجزائر من بوابة بجاية، ففي حدود عام 914هـ / 1510م غزا الإسبان بلاد المغرب العربي، واحتلوا مدن سبتة ومليلة ووهران والمرسى الكبير والجزائر وبلغوا بجاية، وكان عليها يومئذ صغيران ضعيفان يتازعان السلطة (عبد الرحمن وعبد الله) فاستعان كل منهما ضد الآخر بالإسبان -على طريقة ملوك الطوائف في الأندلس، مما سهل مهمة الأعداء في دخول المدينة، وتدميرها والقضاء على أميريها وعمرانها، الأمر الذي دفع نفرًا من علمائها أن يذهبوا إلى تونس، ويدعوا أربعة أخوة عثمانيين، هم عروج وخير الدين وإسحاق وإلياس، للقدوم إلى بجاية وتنظيم بحريتها، وتوحيد صفوف المقاومة فيها، وتخليصها من الإسبان، إذ لم تكن الدويلات المغربية في ذلك الوقت من القوة بحيث يمكنها صد المستعمرين.
ولما جاء الإخوة العثمانيون إلى بجاية نظموا البحرية، وأرسوا دعائم قيام دولة حديثة، ثم دُعوا إلى مدينة الجزائر، فأسس ثلاثة منهم فيها (حيث كان رابعهم وهو إلياس قد استشهد في بجاية) الدولة العثمانية الحديثة، وكانت دولة مستقلة تمامًا عن الدولة الأم، وكان كل ما يصدر عنها، يصدر باسم (الجزائر المحروسة) ولقد دافع العثمانيون بأساطيلهم وبحريتهم التي أعادوا تنظيمها في بجاية عن شواطئ المغرب العربي كلها والأندلس.
وقد تحامل بعض المؤرخين الغربيين، أمثال شارل فيرو صاحب كتاب تاريخ المدن على دور العثمانيين لمدينة بجاية، وإعادتها مركز إشعاع ثقافي حضاري كما كانت في عهد الحماديين، وزعم هؤلاء المؤرخون أن بجاية جردت من عظمتها كلها خلال العهد العثماني، ولم تعد تؤدي سوى دور ثانوي في مصير أفريقيا الحديثة، ويعزون ذلك إلى أن المدينة وقد خضعت للاستعمار الإسباني قرابة نصف قرن من الزمان تعرضت معاملها الثقافية والحضارية خلالها للإهمال، وتهدمت أحياء كثيرة منها، وتقلص عدد سكانها بنسبة كبيرة جدًا، ولما جاءها العثمانيون وطردوا الإسبان منها كانت قد فقدت كثيرًا من العوامل التي تستطيع أن تصل ماضيها بمستقبلها.
ويعتقد المؤرخون أن العثمانيين كان بإمكانهم أن يجعلوا من بجاية مقرا لحكومتهم حيث تتوفر فيها الشروط الضرورية لجعلها مؤسسة بحرية قوية، ولكنهم اكتفوا بجعلها إحدى الموانئ التي تحتمي فيها سفنهم خلال فصل الشتاء.
ويلتمس بعض المؤرخين العذر للعثمانيين في عدم اهتمامهم بالجانب الثقافي الحضاري في بجاية، ذلك أن العثمانيين كانوا في الأصل عسكريين كرسوا جل همهم في توفير القوة الحربية. وأيّا ما كان الأمر -وكما يقول بعض المهتمين بتاريخ الجزائر- فإن الجزائر والمغرب العربي كله، وكثير من دول البحر الأبيض المتوسط مدينون لمدينة بجاية وعلمائها الذين كانوا سببًا في تأسيس الدولة العثمانية الجزائرية التي دافعت وحمت وطردت الإسبان، وحافظت على الحضارة الإسلامية في هذه الرقعة من العالم الإسلامي.

### بجاية أيام الاستعمار الفرنسي
قاومت بجاية واستعصت كثيرًا على الغزاة الفرنسيين الذين لم يتمكنوا من احتلالها في عام 1834م إلا بعد أن استخدموا آخر ما انتجته مصانعهم من أسلحة الدمار في ذلك الوقت، ولكنها لم ترضخ أو تستلم للاحتلال.
بل مضت تقاوم المحتلين وتحرض المؤمنين على القتال، وتعد العدة لذلك، روحيا وسياسيًا وعلميًا، وكانت الزوايا، وكتاتيب القرآن خلايا، تنطلق منها كتائب الجهاد، وشهدت ربوع بجاية تفجر ثورات عديدة، لعل من أبرزها ثورة عام 1871م التي قادها محمد المقراني والشيخ بلحداد -وعمره يومئذ ثمانون عامًا- يعاونه ولداه (عزيز ومحمد) وأتباع الطريقة الرحمانية التي كان بلحداد أبرز مشايخها، وبالرغم من أن الفرنسيين تمكنوا من إلقاء القبض على قادة الثورة في غضون عام تقريبا، إلا أنها انتشرت بسرعة في مختلف المناطق، وبقيت مستمرة حتى قال عنها بعض المؤرخين: «إنها أطول ثورةٍ وأشعلها».

### مؤتمر الصومام
وفي مرحلة ما قبل الاستقلال كان لبجاية دورها العام في التحصين والإعداد والتحريض والتخطيط للثورة المنظمة، التي تفجرت في فاتح تشرين الثاني / نوفمبر 1956م فالمؤتمر الأول لجبهة التحرير الوطني الذي عرف بـ «مؤتمر الصومام» وكان إيذانًا ببداية مرحلة جديدة في جهاد الشعب الجزائري عقد بمكان غير بعيد من بجاية. (الصومام: هو واد يشق مجرى نهره جبال منطقة القبائل الصغرى ويصب في البحر الأبيض المتوسط بالقرب من بجاية).
ففي قرية إيفري التابعة لبلدية أوزلاقن، وفي موقع على رأس جبل يرى منه ما حوله، مفرط في الإيغال في الابتعاد عن الطرق المعهودة، شديد الانزواء وراء القمم والأعالي، يدل اختياره على عقلية عسكرية فذة، كان يتمتع بها المجاهد الجزائري، في هذا الموقع عقد مؤتمر الصومام في 20 آب / أغسطس 1956م، ومن ثم انتظمت الثورة كل شبر على أرض الجزائر.[بحاجة لمصدر]

## الاقتصاد

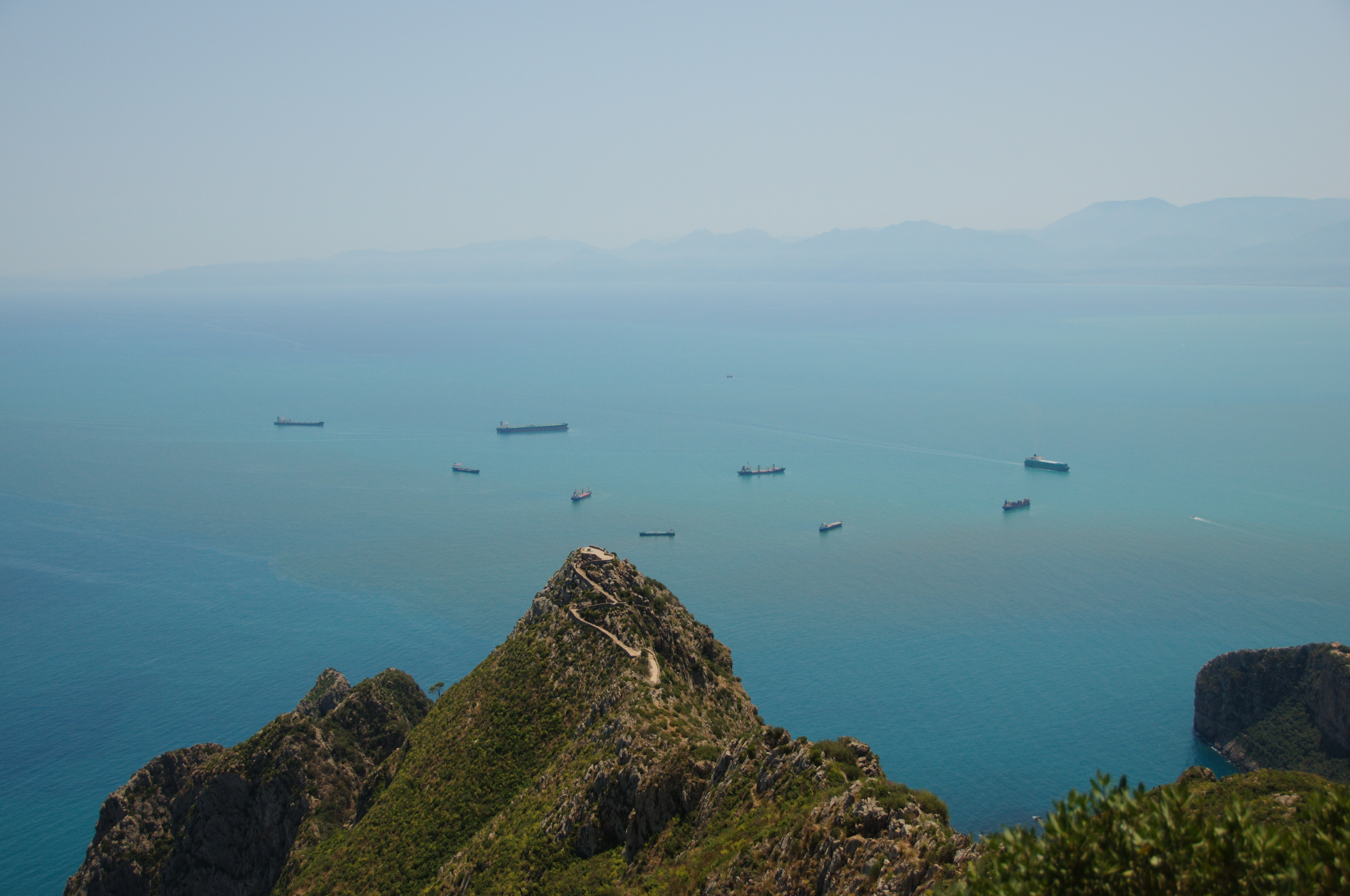
قوارب الصيد والسفن في بحر المتوسط
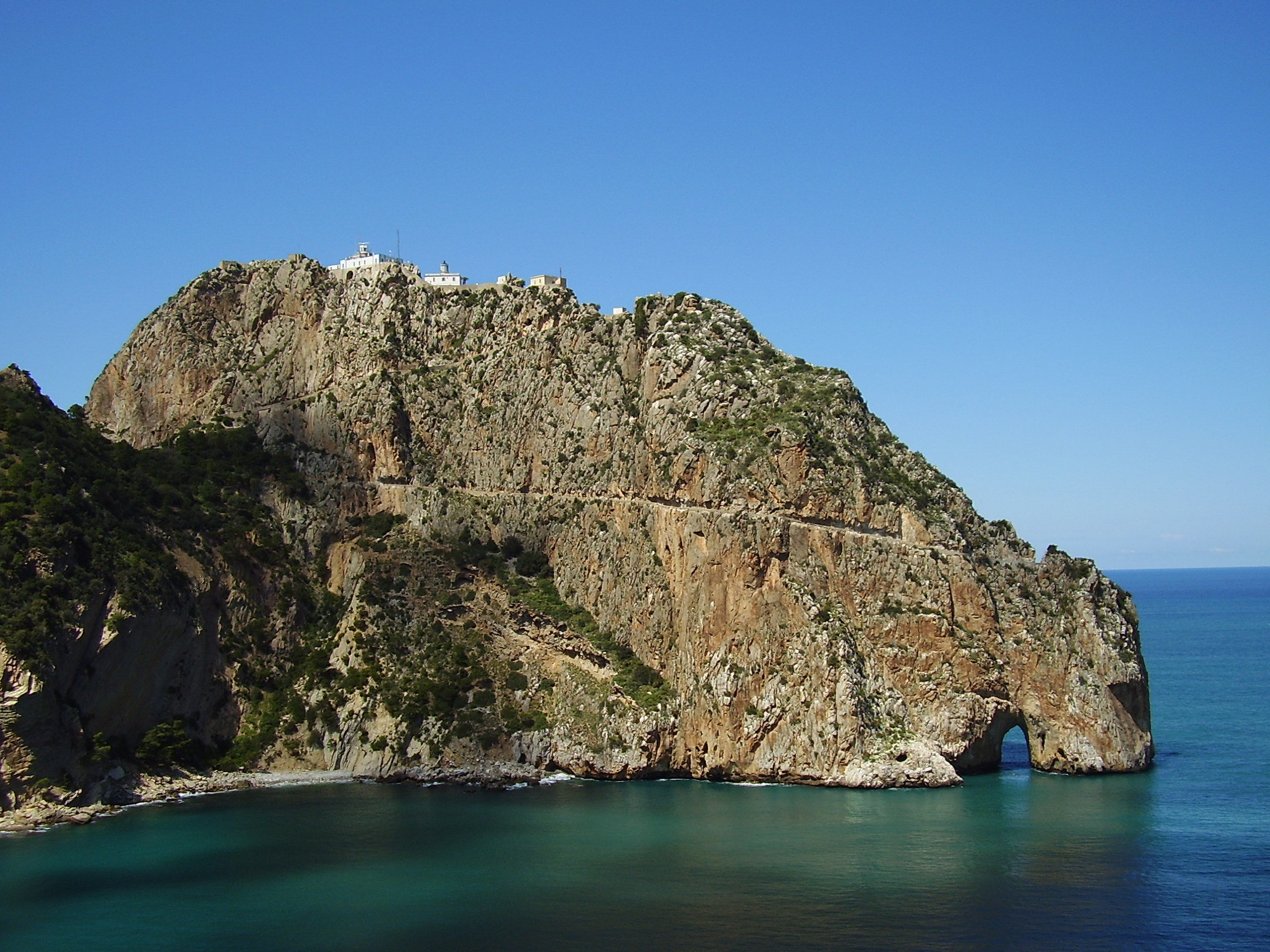
عند مدخل خليج بجاية الصخري
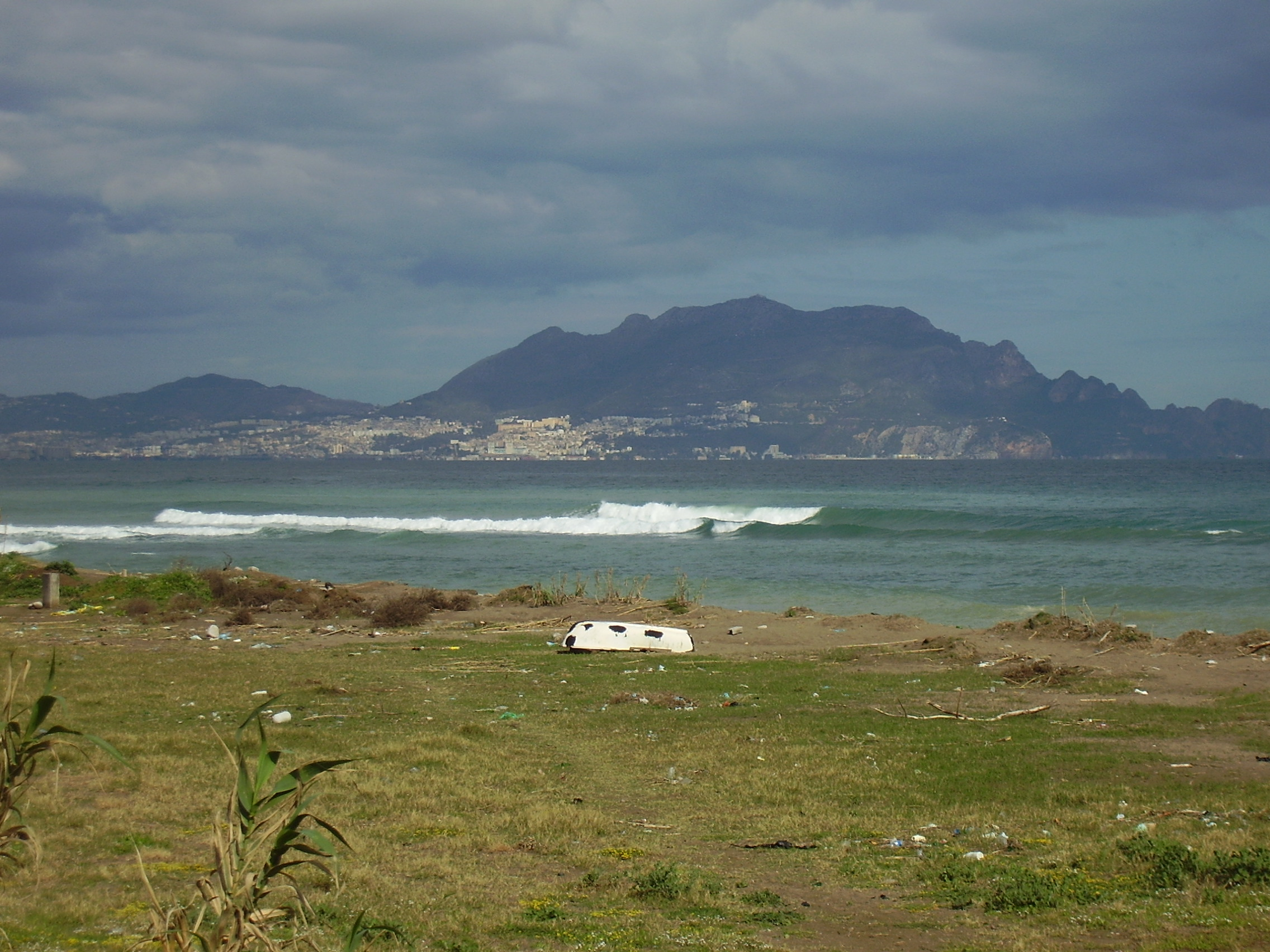
جبل ياما قورايا فوق مدينة بجاية
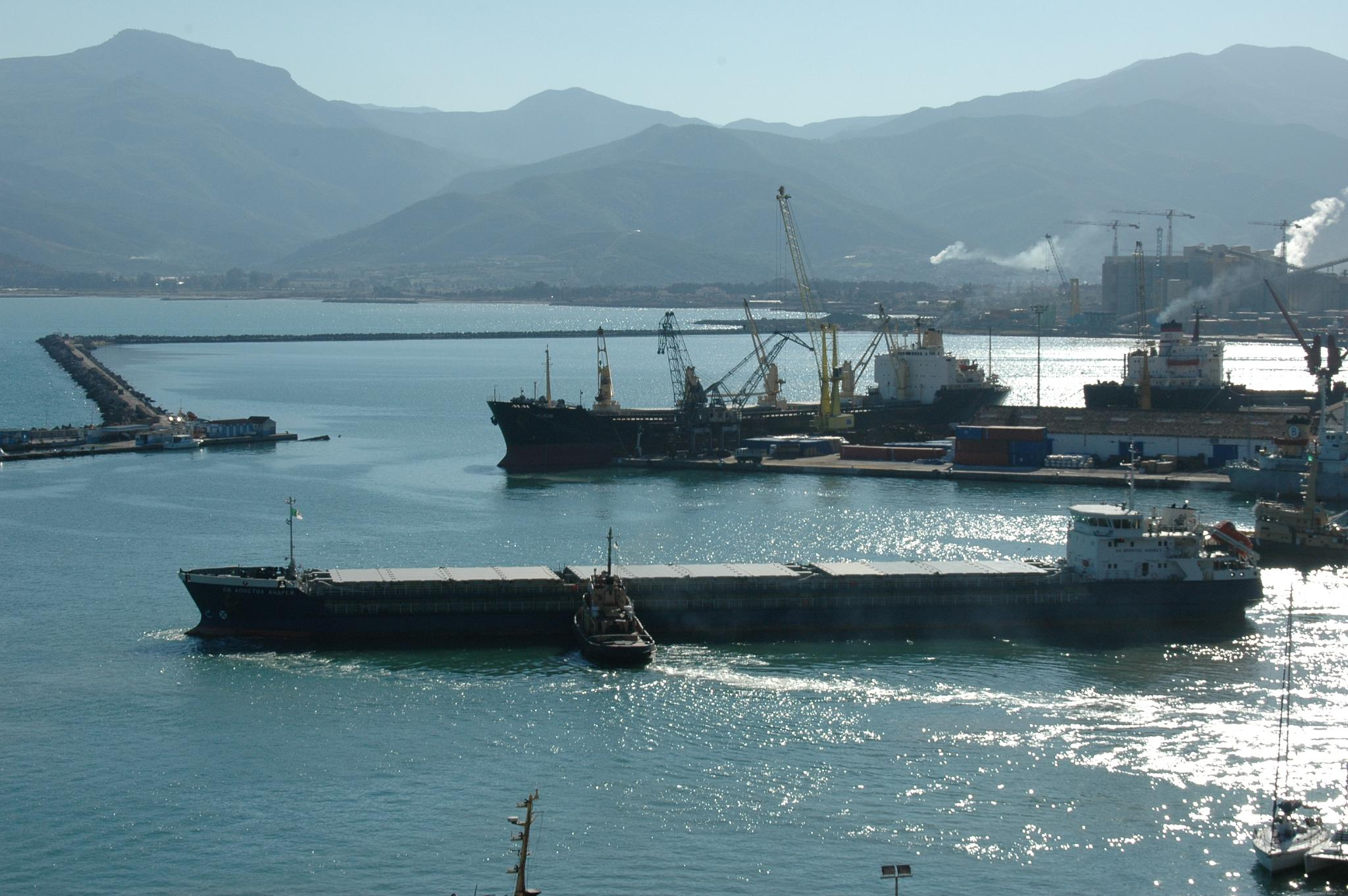
ميناء بجاية

### التجارة

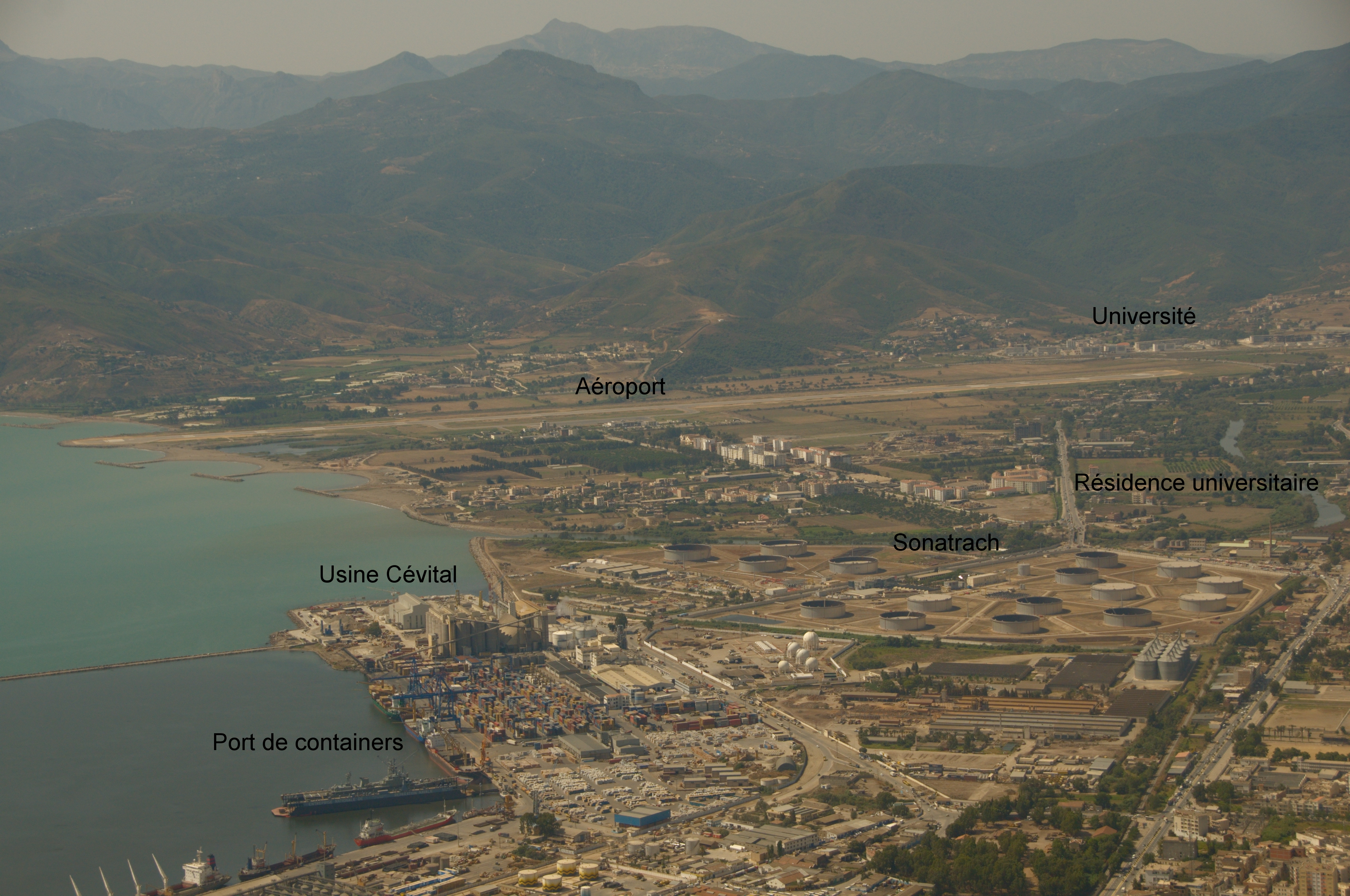
المنطقة الصناعية لمدينة بجاية:المطار والمنشأت الصناعية

- تطل منشأت بجاية الصناعية على البحر، وبجاية هي منفذ من منافذ الجزائر التجارية منذ القدم، فمنذ عصر الحماديين كانوا يمركزون تجارتهم في هذه المدينة.
- أما اليوم فإن نشاط ميناء بجاية هو تصدير البترول والغاز، ومدينة بجاية تخدم السوق المحلية بما فيها من المنتجات المحلية والحرف اليدوية، والمنتجات الزراعية التي يتم تصديرها في بعض الأحيان وهكذا يصبح ميناء بجاية أكبر ولاية من حيث حجم النشاط بعد الجزائر العاصمة.

وقد تم اختيار ميناء بجاية وجنجن (جيجل) من قبل السلطات الجزائرية للمشاركة في مبادرة جديدة للاتحاد الأوروبي بشأن إنشاء الطرق السريعة للبحر (موس) الذي يهدف إلى زيادة التبادل التجاري بين موانئ البحر الأبيض المتوسط الشمالية والجنوبية، كما هو الحال خاصة بالنسبة للموانئ مرسيليا والقاهرة.

### الصيد البحري
- مدينة بجاية تفتخر بنشاط ميناء الصيد الذي هو ينمو نحو المستقبل.

ولذلك ينبغي أن يلاحظ أنه على الرغم من عدم وجود الموجودات الطبيعية، وتطويق المدينة إلا أن بجاية هي واحدة من أكثر المدن حيوية في الجزائر. ولكن البنية التحتية لا تزال غير كافية وتطوير مدينة تعتمد على ذلك.[بحاجة لمصدر]

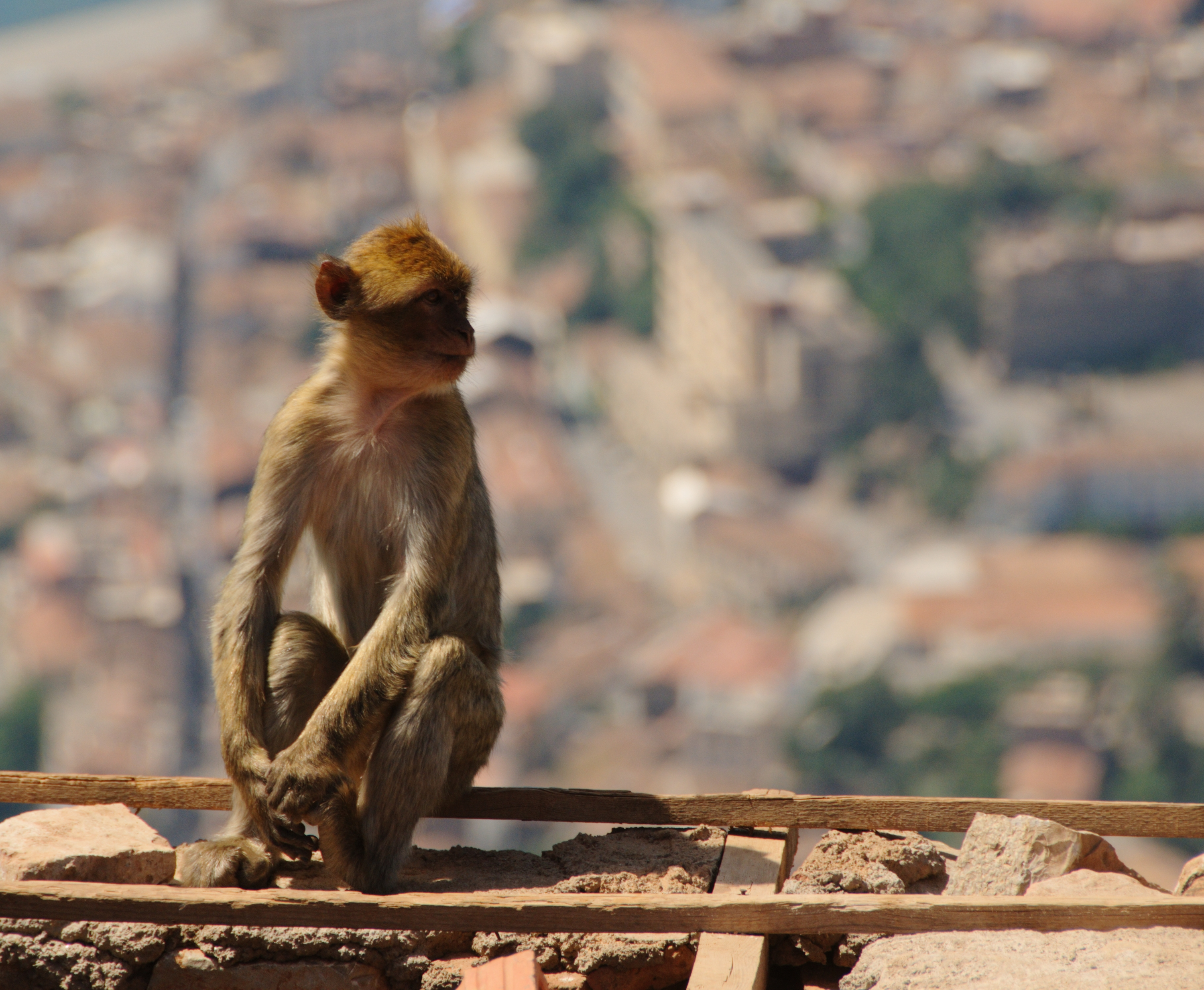
المكاك البربري في مدينة بجاية يستمتع بزرقة البحر
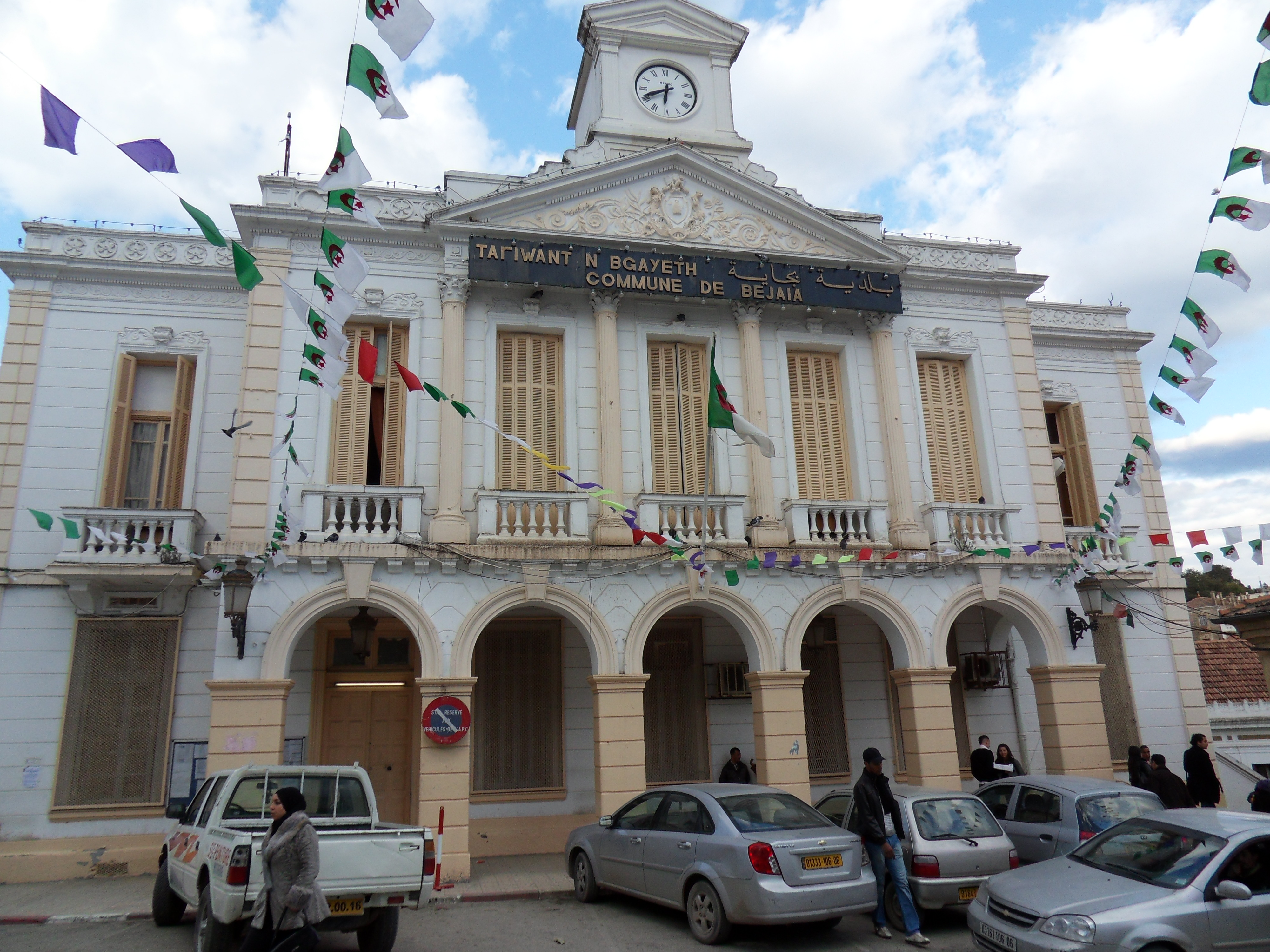
مقر بلدية بجاية

### الزراعة والنشاط الفلاحي
- مدينة بجاية تستفيد من الإنتاج الزراعي في منطقة القبائل التي لها دور في السوق المحلية لتصدير منتجات الزيتون، وإنتاج التين وتربية النحل على الصعيد الوطني وكذلك هي مقر لبعض شركات الأغذية مثل إيفري وسيفيتال.[بحاجة لمصدر]

## السياحة
- مدينة بجاية أيضاً تحاول استغلال سواحلها المتوسطية الجميلة والتراث التاريخي لها لتنمية السياحة، ولكن معظم السياح هم الجزائريين المهاجرين أو السياح من مناطق أخرى من الجزائر.[بحاجة لمصدر]

## التعليم العالي

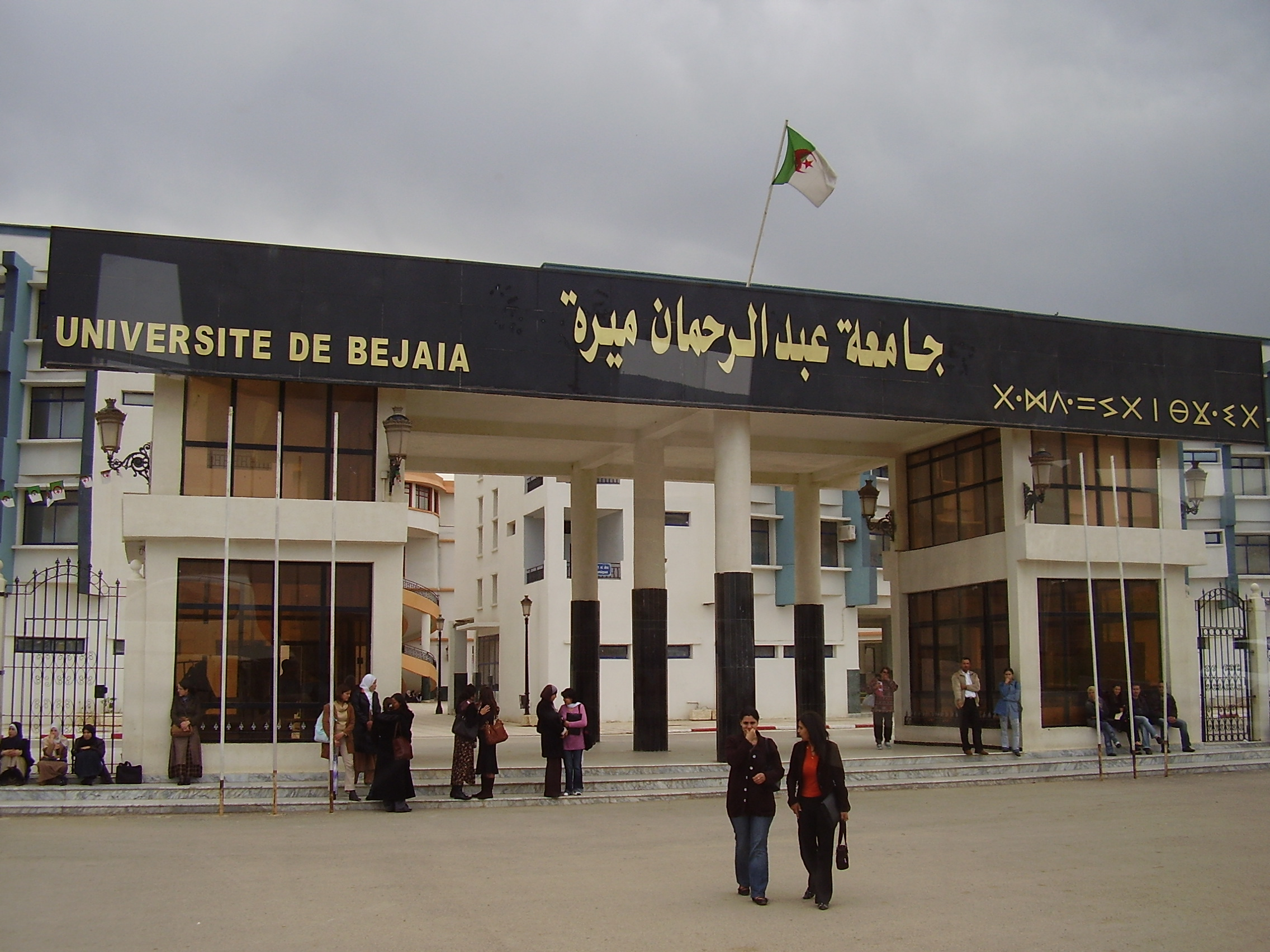
جامعة عبد الرحمن ميرة

- جامعة عبد الرحمن ميرة هي جامعة بجاية، سميت الجامعة باسم ميرة عبد الرحمن شهيد من شهداء الوطن من الحرب التحريرية في الجزائر.

تأسست الجامعة في عام 1983، بلغ عدد المسجلين من 205 طلاب و40 معلم إلى 22792 طالب و698 معلم عام 2006.
وتضم حاليا سبع كليات :
- كلية التكنولوجيا.
- كلية الآداب والعلوم الإنسانية.
- كلية الحقوق.
- كلية الاقتصاد.
- كلية الطب.
- كلية العلوم الدقيقة.
- كلية الطبيعة والحياة.

## الديانة

### المساجد

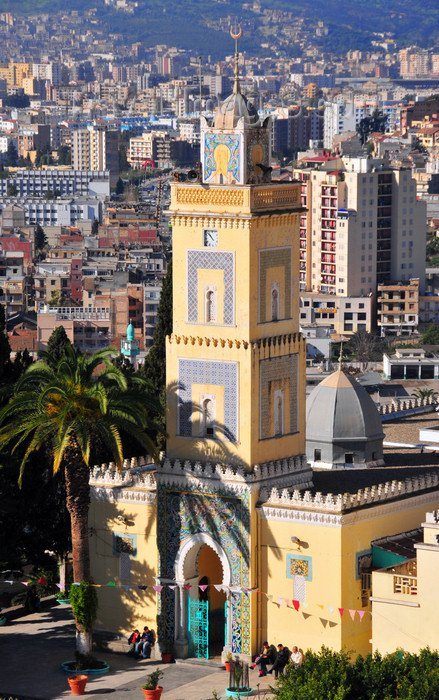
مسجد سيدي الصوفي العتيق

- مسجد سيدي الصوفي العتيقمسجد سيدي الصوفي
- مسجد الحدادين
- مسجد الكوثر
- مسجد ابن باديس

### الزوايا
- الزاوية بجاية

### المقابر
- مقبرة بجاية
- مقبرة سيدي امحمد امقران
- مقبرة سيدي أحمد

## آثار ما قبل التاريخ
- موقع قلدامان.
- موقع تامرحات.

## مشاهير عاشوا في بجاية
- شعيب أبو مدين: فقيه، متصوف وشاعر.
- عبد الحق الإشبيلي (المعروف بابن الخراط): فقيه ومحدّث.
- عبد الرحمان ابن خلدون: مؤرخ وقاض وسياسي.
- ليوناردو فيبوناتشي: عالم رياضيات وصاحب متتالية فيبوناتشي.
- مانويل تيكسيرا جوميز: رئيس جمهورية البرتغال (من سنة 1923 إلى سنة 1925).
- أحمد أزقاغ (1942-2003): كاتب وشاعر.

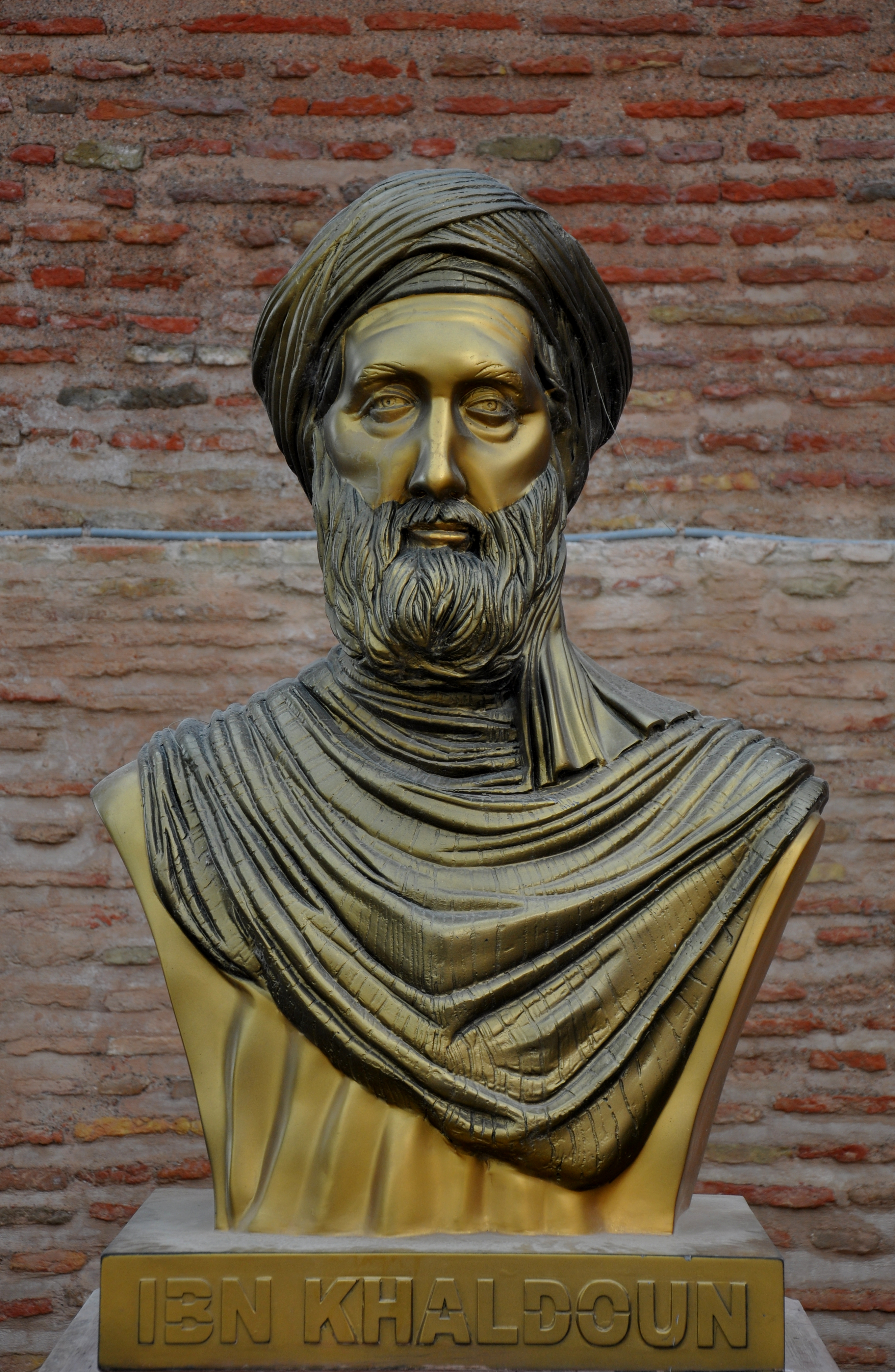
تمثال نصفي لابن خلدون
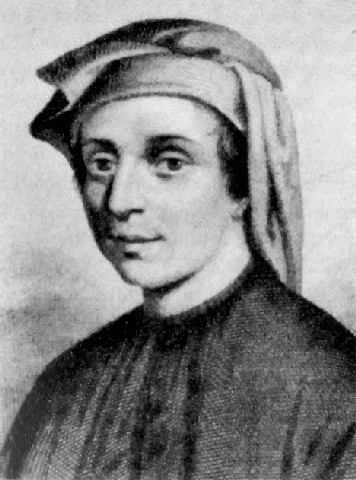
ليوناردو فيبوناتشي
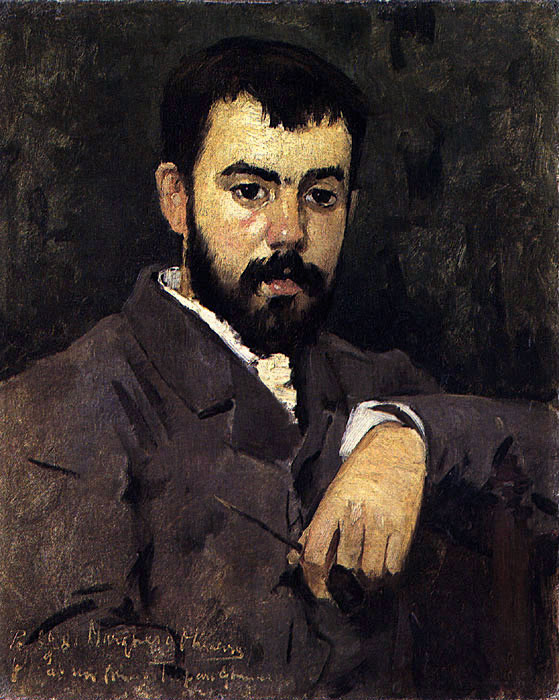
مانويل تيكسيرا جوميز

## مواضيع ذات صلة
- بلديات ولاية بجاية
- دوائر ولاية بجاية

## وصلات خارجية
- مديرية السياحة لولاية بجاية
- البث الحي للإذاعة بجاية
- جامعة بجاية
- مديرية الصحة لولاية بجاية
- مديرية التجارة لولاية بجاية